# Блохин, Василий Михайлович (инженер)
Василий Михайлович Блохин (1880—1927) — русский инженер, архитектор.
В 1906 году окончил Институт путей сообщения.

## Проекты
- Разъезжая улица, д.№ 16-18 — доходный дом С. Ф. Френкеля и Д. Е. Хавкина[1] по другой версии — дом В. А. Залемана[2]. Перестройка. 1909—1910. Совместно с В. В. Шаубом.
- Большая Пушкарская улица, 10 — улица Лизы Чайкиной, 3 —  памятник архитектуры (вновь выявленный объект)[3] — Комплекс картонной фабрики «Отто Кирхнер»[2]. 1900—1910 совместно с архитектором А. Г. Беме.